# Латимер, Эндрю
Эндрю Латимер (англ. Andrew Latimer, род. 17 мая 1949, Гилфорд, графство Суррей, Великобритания) — британский музыкант-мультиинструменталист, известный прежде всего как один из основателей прог-рок-группы Camel. Он играл в основном на гитаре и флейте, но на некоторых записях он играет на клавишных и на бас-гитаре. Написал большинство произведений группы (в период 1974-1977 — обычно в соавторстве с клавишником Питером Барденсом).
В начале 80-х Латимер женится на журналистке Сюзан Хувер (англ. Susan Hoover), взявшей у него однажды интервью и впоследствии ставшей автором слов большинства песен группы и исполнительным продюсером. Эндрю Латимер — единственный участник Camel, оставшийся после всех изменений составов.
В 2006 году Эндрю Латимер был приглашен Роджером Уотерсом сопровождающим музыкантом в его туре. Уотерсу был нужен гитарист, который мог бы играть и петь как Дэвид Гилмор. Однако при прослушивании оказалось, что голос Латимера на полтора тона ниже, чем голос Гилмора, поэтому Уотерс пригласил другого гитариста. В 2009 году британский журнал Classic Rock включил Латимера в свой список величайших гитаристов всех времен.
В 2007 году жена Латимера Сьюзан Хувер сообщила, что её муж с 1992 года болен истинной полицитемией — доброкачественным заболеванием крови, впоследствии прогрессировавшим в миелофиброз. По этой причине в 2007 году Camel прервали мировой тур. В конце того же года Латимер перенес операцию по пересадке костного мозга. Восстановительный период затянулся на несколько лет, в течение которых группа не давала концертов и не выпускала нового материала.
В 2012 году Латимер объявил о возвращении на сцену. В следующем году Camel заново записывает в студии один из лучших своих альбомов, знаменитый The Snow Goose, и отправляется с ним в концертный тур, но уже в 2014 году Латимер переносит ещё одну операцию — по пересадке колена. В 2015 году группа возобновила свою деятельность.